# آلبرت ساویج
آلبرت ساویج (انگلیسی: Albert Savage؛ 1888 – تاریخ ورودی نامعتبر است) بازیکن فوتبال اهل پادشاهی متحد بریتانیای کبیر و ایرلند بود.
از باشگاه‌هایی که در آن بازی کرده‌است می‌توان به باشگاه فوتبال استوک سیتی و باشگاه فوتبال نانیتون تاون اشاره کرد.